# الفقر في روما القديمة
وجد العلماء المعاصرون صعوبة في تحديد من يمكن اعتباره يعيش في فقر في روما القديمة بسبب افتقارهم إلى تغطية كبيرة في السجل التاريخي، وصعوبة تحديد الخطوط الفاصلة بين الفقر والطبقة الوسطى. يصف الكتاب الرومان فقراء السكان بأنهم جماهير غير فاضلة وغير أخلاقية كانت تهدد الأمة وغير مهتمة بقيم العالم الروماني. تميل الرسوم المسيحية الرومانية القديمة إلى تصوير الفقراء على أنهم أكثر تعاطفًا وغالبًا ما تدعو الأثرياء لمساعدتهم. كانت هناك جهود أخرى لمساعدة الفقراء، مثل نظام كيورا أنوناي، وهي سياسة أعادت توزيع الحبوب. وكان للفقراء الرومان حقوق محدودة؛ فلم يتمكنوا من الوصول إلى المناصب السياسية، وكان لديهم معدلات ضرائب أعلى، ولم يستطيعوا تحمل معظم رموز المكانة.

## تعريف
قد يكون من الصعب تحديد الفقر الروماني القديم. كانت ظروف معظم الناس في العالم الروماني تشبه الأفكار الحديثة عن الفقر. كان لديهم معدلات عالية من وفيات الرضع، وسوء التغذية، ومعدلات منخفضة من الأشخاص الذين يعرفون القراءة والكتابة. ولم يُنظر إلى الفقر على أنه حالة إشكالية أو غير مقبولة، وهو ما يختلف عن الفهم الحديث له. ومن غير الواضح ما إذا كان هناك مجموعة من الناس أفقر بشكل ملحوظ من المجموعات الأخرى. الاحتمال الآخر هو أن الاقتصاد الروماني سمح للمدنيين الذين يستوفون معايير الفهم الحديث للفقر بألّا يعيشوا حياة تشبه الفهم الحديث للفقر. يميز الكتاب الرومان فقط بين الطبقة العليا الأثرياء الأرستقراطية وبقية السكان. ولا يميزون بين بقية طبقة البليبيان، ويعاملونهم جميعًا وكأنهم كتلة متجانسة. يمكن تعريف الفقر الروماني بأنه غير موجود في السجل التاريخي. من النادر وجود أدلة أثرية على الطبقات الفقيرة والأشخاص ذوي المكانة المتدنية في روما القديمة.
حدد مجلس الشيوخ الروماني المجموعات المعروفة باسم الفرسان. الفرسان هم الإكوايتس، والكورياليس، وأعضاء مجلس الشيوخ. كانت الطبقات التي تقع تحت هذه الفئات معروفة باسم المتواضعين. من غير الواضح إلى أي مدى كانت هذه الفئات ممثلة لعدم المساواة الاقتصادية. وقد تكون هذه الطبقات سياسية وليست اقتصادية. الشيء الآخر غير المؤكد هو وجود طبقة وسطى رومانية. ربما كان مجتمعهم يتألف من حفنة من الأفراد الأثرياء الذين يشكلون 0.6% من السكان، والجيش الذي يشكل 0.4% من السكان، والجماهير الفقيرة التي تشكل 99% من السكان. قسّم علماء آخرون، مثل ويليام هاريس المجتمع الروماني إلى ثلاث طبقات اقتصادية: أولئك الذين يعتمدون على عمل الآخرين، وأولئك الذين كانوا ميسورين لكنهم يعملون رغم ذلك، والعبيد والعمال. ومع ذلك، هناك القليل من الأدلة الأثرية التي يمكن أن تحدد بدقة من الذين ينتمون إلى هذه الفئات. لم يتأكد العلماء أيضًا مما إذا كانت وجهات النظر هذه عن المجتمع الروماني ديكوتومية بشكل مفرط، وما إذا كان الاقتصاد الروماني الحقيقي أكثر دقة وتعقيدًا.

## الوضع الاجتماعي ووصمة العار
كانت الثروة في روما القديمة، إضافة إلى العديد من الأشياء باهظة الثمن، مثل المنازل رمزًا للمكانة. غالبًا ما كانت الامتيازات السياسية في الجمهورية الرومانية مقتصرة على الأثرياء، على الرغم من أن معظم الحقوق والامتيازات كانت تستند إلى حالة المواطنة، بدلًا من الوضع الاقتصادي. وظّف الجيش الروماني بشكل نموذجي الأعضاء الأفقر من السكان الرومان. بحلول نهاية الحملة، كان السكان الذين يعانون من الفقر في وضع يسمح لهم بالمطالبة بالإصلاحات أو الإغاثة. خلال فترات سابقة من التاريخ الروماني، كان الفقراء يعتبرون فاضلين وكان الفقر يعتبر مشرفًا. اعتقد الفلاسفة الرواقيون مثل سينيكا وإبيقور أن الفقر يمكن أن يؤدي إلى الرضا بالحياة وأن زيادة الثروة لا تقلل من المشاكل التي يعاني منها الشخص، ولكنها تغيرها فقط. اعتقد المتشائمون أن الفقر هو حالة مرغوبة أكثر من الثروة.
بحلول أواخر الجمهورية، كان الفقراء يعتبرون أدنى من الآخرين وأنهم أقل في المكانة والفضيلة من الطبقات الاجتماعية الأخرى. وصفهم الكتاب بأنهم غير مستحقين لأي فضيلة. كانوا يُعتبرون كتلة من الفلاحين الذين يسهل تأثرهم ويشكلون تهديدًا للاستقرار السياسي. اعتبر الكتاب الرومان أيضًا أن الفقراء يهتمون فقط بـ «الخبز والسيرك»، بدلًا من تعقيدات وقيم المجتمع الروماني. يقارن مارتيال في أعماله الفقراء بالكلاب. صُممت المدن والمستوطنات الرومانية بشكل نموذجي لفصل مساحات معيشة الأثرياء عن مساكن الفقراء جغرافيًا. من المحتمل أن تكون هذه الوصمة الاجتماعية هي التي عززت عدم المساواة الاقتصادية والتقسيم الطبقي الاجتماعي الموجود في روما القديمة. كان أثرياء الرومان مرعوبين من الفقر والإذلال والنبذ الاجتماعي الذي يصاحب ذلك. بحلول عهد مارقيان في القرن الخامس، لم يعد يُنظر إلى الفقر على أنه مخز.

## الأسباب
كان الفقراء في المجتمع الروماني يملكون القليل من الأراضي أو الممتلكات أو لا يمتلكونها. كان أولئك الذين يمتلكون الأرض قادرين على استخدامها لتوليد المزيد من الثروة أو زراعة الموارد. كانت الأرض أيضًا العنصر الأكثر شيوعًا المستخدم كضمان في القروض. غالبًا ما كان المدنيون الأكثر فقرًا يُنزلون للعمل جنبًا إلى جنب مع العبيد، ووفر ذلك مصدر دخل غير منتظم. كان الدَّين عاملًا رئيسيًا آخر ساهم في الفقر الروماني القديم. عادة ما يكون للقروض معدلات فائدة عالية وكان مطلوبًا سدادها تحت التهديد بفرض عقوبات قاسية. فرضت الحكومة الرومانية معدلات ضريبية عالية على الأجزاء الأكثر فقرًا من السكان الرومان، بينما دفع الأثرياء ضرائب قليلة. واجه الرومان الفقراء صعوبات في العثور على وظائف بأجر مناسب. كان من غير المحتمل للغاية أن يجد العامل ما يكفي من العمل لإعالة أسرة مكونة من ثلاثة أفراد.